# Megapiksel

Megapiksel (skrót: Mpx, Mpix) – wielkość opisująca liczbę elementarnych punktów matrycy CCD. Przedrostek mega oznacza milion, a zatem jeden megapiksel to jeden milion pikseli odwzorowanych przez matrycę. Jednostka ta jest używana najczęściej w cyfrowych aparatach fotograficznych i kamerach wideo oraz telefonach komórkowych jako jednostki obrazującej możliwą wielkość tworzonego obrazu.

## Wymiary obrazu w zależności od liczby megapikseli
Jeśli przez {\displaystyle M} oznaczymy liczbę megapikseli, to w przypadku obrazu o proporcjach 4:3 (ekran komputera starego typu, zdjęcie cyfrowe) szerokość {\displaystyle w} oraz wysokość {\displaystyle h} w pikselach można przybliżyć z wzoru:
{\displaystyle w\approx 1154{,}70{\sqrt {M}},\quad h={\frac {3}{4}}w.}
Analogiczny wzór dla proporcji 3:2 (klasyczna odbitka) ma postać:
{\displaystyle w\approx 1224{,}75{\sqrt {M}},\quad h={\frac {2}{3}}w.}

## Przykładowe wymiary zdjęć cyfrowych
| Szerokość | Wysokość | Mpix |
| --------- | -------- | ---- |
| 640       | 480      | 0,31 |
| 1280      | 960      | 1,23 |
| 1600      | 1200     | 1,92 |
| 1920      | 1440     | 2,76 |
| 2560      | 1920     | 4,92 |
| 2816      | 2112     | 5,95 |
| 3112      | 2356     | 7,33 |

## Rozdzielczości w telewizji
| Nazwa              | Szerokość | Wysokość | Mpix  |
| ------------------ | --------- | -------- | ----- |
| NTSC TV            | 720       | 480      | 0,35  |
| PAL TV             | 768       | 576      | 0,44  |
| HD TV (720p)       | 1280      | 720      | 0,92  |
| Full HD TV (1080p) | 1920      | 1080     | 2,07  |
| 4K UHDTV           | 3840      | 2160     | 8,29  |
| 8K UHDTV           | 7680      | 4320     | 33,18 |

## Megapiksele a format odbitki
Na pewnym etapie rozwoju fotografii cyfrowej liczba oferowanych przez aparat megapikseli była najważniejszym chwytem reklamowym producentów. Jednak po przekroczeniu pewnej granicy różnice w rozdzielczości matrycy nie są aż tak istotne, zdecydowanie ważniejsza jest optyka aparatu czy też sama jakość matrycy (np. szumy).
Przyjmuje się, że oko ludzkie ma rozdzielczość wynoszącą 1 minutę kątową. Zakładając to można wyliczyć, że w przypadku obserwacji zdjęcia z odległości 10 cm powinno mieć ono rozdzielczość ok. 870 dpi. Dla obserwacji z przeciętnej odległości 25 cm wymagana jest rozdzielczość 350 dpi. Jeśli odbitka będzie wisiała na ścianie i będziemy ją obserwować z odległości 80 cm wystarczy rozdzielczość 100 dpi, aby oko nie zauważało pojedynczych pikseli. Wielu autorów sugeruje, że powyższe założenia są bardzo restrykcyjne i zadowalające wyniki można osiągać przy niższych rozdzielczościach.
Jeśli znamy szerokość obrazu w pikselach i szerokość docelowej odbitki w centymetrach, można obliczyć osiągniętą rozdzielczość w dpi. Centymetry przeliczamy na cale (1 cal = 2,54 cm), a następnie dzielimy szerokość w punktach przez liczbę cali.